# Srđan Pecelj
Srđan Pecelj (* 12. März 1975 in Mostar) ist ein ehemaliger bosnisch-herzegowinischer Fußballspieler, er wurde als Verteidiger eingesetzt.

## Karriere

### Verein
Er startete seine Karriere in der Jugend von Velež Mostar, daran anschließend spielte er für erste Mannschaft in der Saison 1991/92. Danach zog es ihn nach Serbien, um dort für Roter Stern Belgrad zu spielen. Nachdem er dort aber nicht wirkliche viele Einsätze bekommen hatte, wechselte er zur nächsten Saison auf Leih-Basis zum ebenfalls in Belgrad ansässigen Klub FK Železnik. Danach ging es für ihn nach Spanien zum FC Barcelona, dort reichte es für ihn aufgrund starker Konkurrenz im Team allerdings nur für die B-Mannschaft, selbst dort kam er dann nur auf neun Einsätze. Zur nächsten Saison verließ er daraufhin Spanien wieder in Richtung Serbien um sich dem FK Cukaricki anzuschließen. In der darauf folgenden Saison ging es für ihn dann erneut zu Roter Stern Belgrad, für diesen er zwei Saisons lang aktiv war.
Im Sommer 1999 zog er nach Griechenland, um für Paniliakos Pyrgos zu spielen. Im nächsten Jahr ging es für ihn dann weiter nach Russland, dort spielte er bis zum Ende des Jahres bei Sokol Saratow. Das Jahr danach war er in Japan für Shimizu S-Pulse aktiv. Von 2003 bis 2005 ging es für ihn zurück nach Europa, genauer nach Kroatien zum NK Inter Zaprešić. In Österreich ging es für ihn dann von 2005 bis 2007 beim VfB Admira Wacker Mödling weiter. Danach ging es für ihn 2008 landesintern weiter zum ASK SK Schwadorf, welchen er im selben Jahr dann aber auch wieder verließ. Erneut in Richtung Kroatien, wieder zum NK Inter Zaprešić. 2010 ging es für ihn dann innerhalb Kroatiens dann weiter zum NK Novalja. Sein letzter Verein war dann NK Rudar Trbovlje in Slowenien, im Sommer 2012 beendete er seine Spielerkarriere.

### Nationalmannschaft
Im Jahr 1997 hatte er zwei Einsätze für die U-21 Mannschaft von Serbien und Montenegro. Im Juni 2001 hatte er im Rahmen des Merdeka Cup fünf Einsätze für die Nationalmannschaft von Bosnien und Herzegowina.

## Privat
Sein Bruder Miljan Pecelj ist ebenfalls Fußballspieler.